# La Salvetat-Saint-Gilles
Pour les articles homonymes, voir La Salvetat.
La Salvetat-Saint-Gilles est une commune française située dans le nord du département de la Haute-Garonne, en région Occitanie.
Sur le plan historique et culturel, la commune est dans le Pays toulousain, qui s’étend autour de Toulouse le long de la vallée de la Garonne, bordé à l’ouest par les coteaux du Savès, à l’est par ceux du Lauragais et au sud par ceux de la vallée de l’Ariège et du Volvestre. Exposée à un climat océanique altéré, elle est drainée par l'Aussonnelle et par divers autres petits cours d'eau. La commune possède un patrimoine naturel remarquable composé de trois zones naturelles d'intérêt écologique, faunistique et floristique.
La Salvetat-Saint-Gilles est une commune urbaine qui compte 8 477 habitants en 2022, après avoir connu une forte hausse de la population depuis 1962. Elle est dans l'agglomération toulousaine et fait partie de l'aire d'attraction de Toulouse. Ses habitants sont appelés les Salvetains ou  Salvetaines.
Le patrimoine architectural de la commune comprend un immeuble protégé au titre des monuments historiques : le château, classé en 2007.

## Géographie

### Localisation
La commune de Salvetat-Saint-Gilles se trouve dans le département de la Haute-Garonne, en région Occitanie.
Elle se situe à 14 km à vol d'oiseau de Toulouse, préfecture du département, et à 4 km de Léguevin, bureau centralisateur du canton de Léguevin dont dépend la commune depuis 2015 pour les élections départementales.
La commune fait en outre partie du bassin de vie de Toulouse.
Les communes les plus proches sont : 
Plaisance-du-Touch (2,3 km), Léguevin (4,0 km), Pibrac (4,7 km), Brax (4,9 km), Fonsorbes (5,5 km), Tournefeuille (5,9 km), Colomiers (6,6 km), Fontenilles (7,0 km).
Sur le plan historique et culturel, La Salvetat-Saint-Gilles fait partie du pays toulousain, une ceinture de plaines fertiles entrecoupées de bosquets d'arbres, aux molles collines semées de fermes en briques roses, inéluctablement grignotée par l'urbanisme des banlieues.
La Salvetat-Saint-Gilles est limitrophe de trois autres communes.
Les communes limitrophes sont  Fontenilles, Léguevin et Plaisance-du-Touch.
|             | Léguevin                 |                    |
| Fontenilles | La Salvetat-Saint-Gilles |                    |
|             |                          | Plaisance-du-Touch |

Sans toucher ces communes, elle est également au sud-ouest de Colomiers et à l'ouest de Tournefeuille.

### Géologie et relief
La superficie de la commune est de 575 hectares ; son altitude varie de 166  à   197 mètres.

### Hydrographie

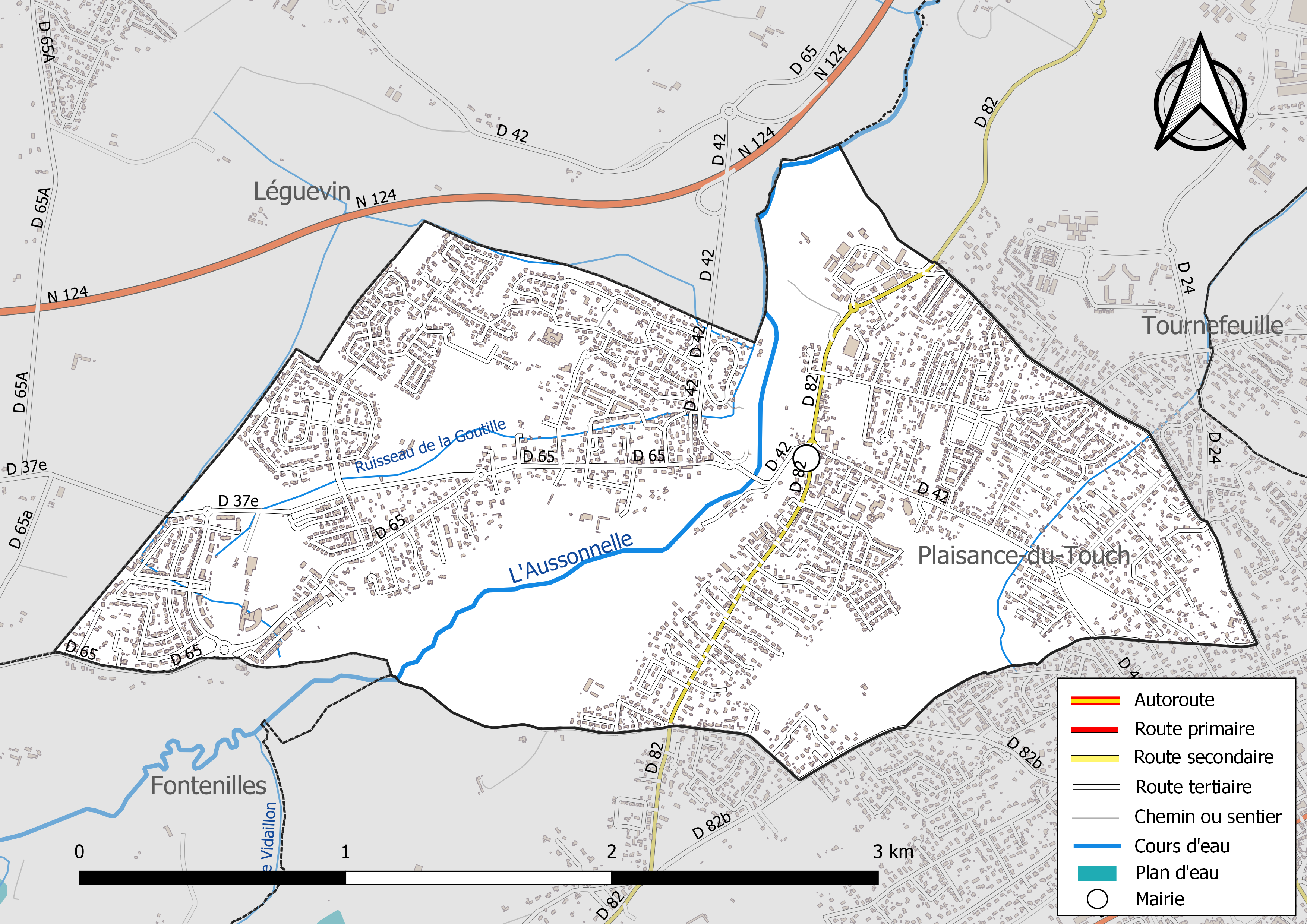
Réseaux hydrographique et routier de Salvetat-Saint-Gilles.

La commune est dans le bassin de la Garonne, au sein du bassin hydrographique Adour-Garonne. Elle est drainée par l'Aussonnelle, le ruisseau de la Goutille et par divers petits cours d'eau, constituant un réseau hydrographique de 8 km de longueur totale,.
L'Aussonnelle, d'une longueur totale de 42,4 km, prend sa source dans la commune de Saint-Thomas et s'écoule du sud-ouest vers le nord-est. Il traverse la commune et se jette dans la Garonne à Seilh, après avoir traversé 12 communes.

### Climat
Pour des articles plus généraux, voir Climat de l'Occitanie et Climat de la Haute-Garonne.
En 2010, le climat de la commune est de type climat du Bassin du Sud-Ouest, selon une étude s'appuyant sur une série de données couvrant la période 1971-2000. En 2020, Météo-France publie une typologie des climats de la France métropolitaine dans laquelle la commune est exposée à un climat océanique altéré et est dans la région climatique Aquitaine, Gascogne, caractérisée par une pluviométrie abondante au printemps, modérée en automne, un faible ensoleillement au printemps, un été chaud (19,5 °C), des vents faibles, des brouillards fréquents en automne et en hiver et des orages fréquents en été (15 à 20 jours).
Pour la période 1971-2000, la température annuelle moyenne est de 13,2 °C, avec une amplitude thermique annuelle de 15,9 °C. Le cumul annuel moyen de précipitations est de 674 mm, avec 9,2 jours de précipitations en janvier et 5,3 jours en juillet. Pour la période 1991-2020, la température moyenne annuelle observée sur la station météorologique la plus proche, située sur la commune de Cugnaux à 7 km à vol d'oiseau, est de 14,3 °C et le cumul annuel moyen de précipitations est de 635,7 mm,. Pour l'avenir, les paramètres climatiques de la commune estimés pour 2050 selon différents scénarios d’émission de gaz à effet de serre sont consultables sur un site dédié publié par Météo-France en novembre 2022.

### Milieux naturels et biodiversité

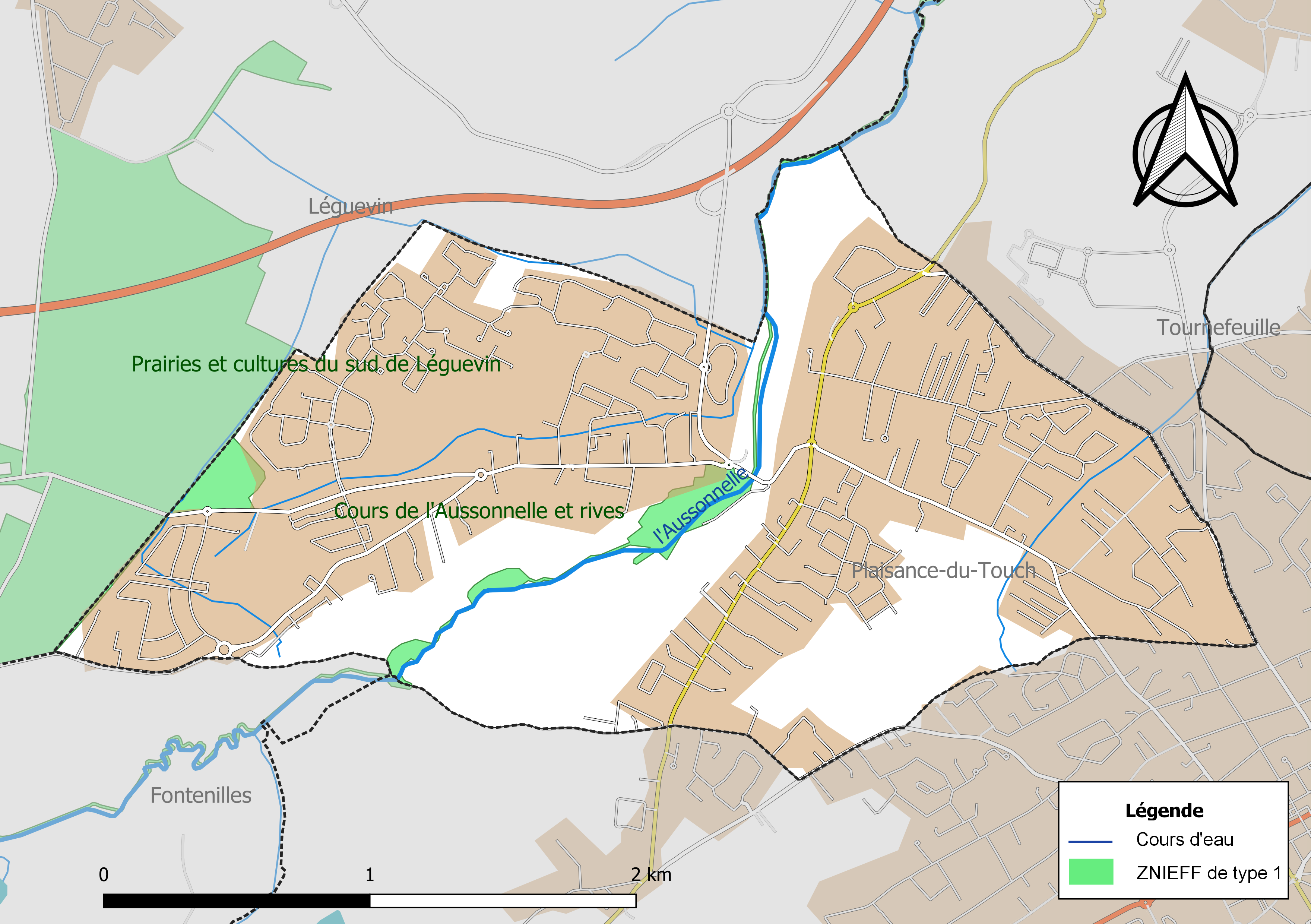
Carte des ZNIEFF de type 1 localisées sur la commune.

L’inventaire des zones naturelles d'intérêt écologique, faunistique et floristique (ZNIEFF) a pour objectif de réaliser une couverture des zones les plus intéressantes sur le plan écologique, essentiellement dans la perspective d’améliorer la connaissance du patrimoine naturel national et de fournir aux différents décideurs un outil d’aide à la prise en compte de l’environnement dans l’aménagement du territoire.
Deux ZNIEFF de type 1 sont recensées sur la commune :
le « cours de l'Aussonnelle et rives » (76 ha), couvrant 12 communes du département et 
les « prairies et cultures du sud de Léguevin » (229 ha), couvrant 2 communes du département
et une ZNIEFF de type 2, : 
les « terrasses de Bouconne et du Courbet » (2 088 ha), couvrant 5 communes du département.

## Urbanisme

### Typologie
Au 1er janvier 2024, La Salvetat-Saint-Gilles est catégorisée ceinture urbaine, selon la nouvelle grille communale de densité à sept niveaux définie par l'Insee en 2022.
Elle appartient à l'unité urbaine de Toulouse, une agglomération inter-départementale regroupant 81  communes, dont elle est une commune de la banlieue,,. Par ailleurs la commune fait partie de l'aire d'attraction de Toulouse, dont elle est une commune de la couronne,. Cette aire, qui regroupe 527 communes, est catégorisée dans les aires de 700 000 habitants ou plus (hors Paris),.

### Occupation des sols

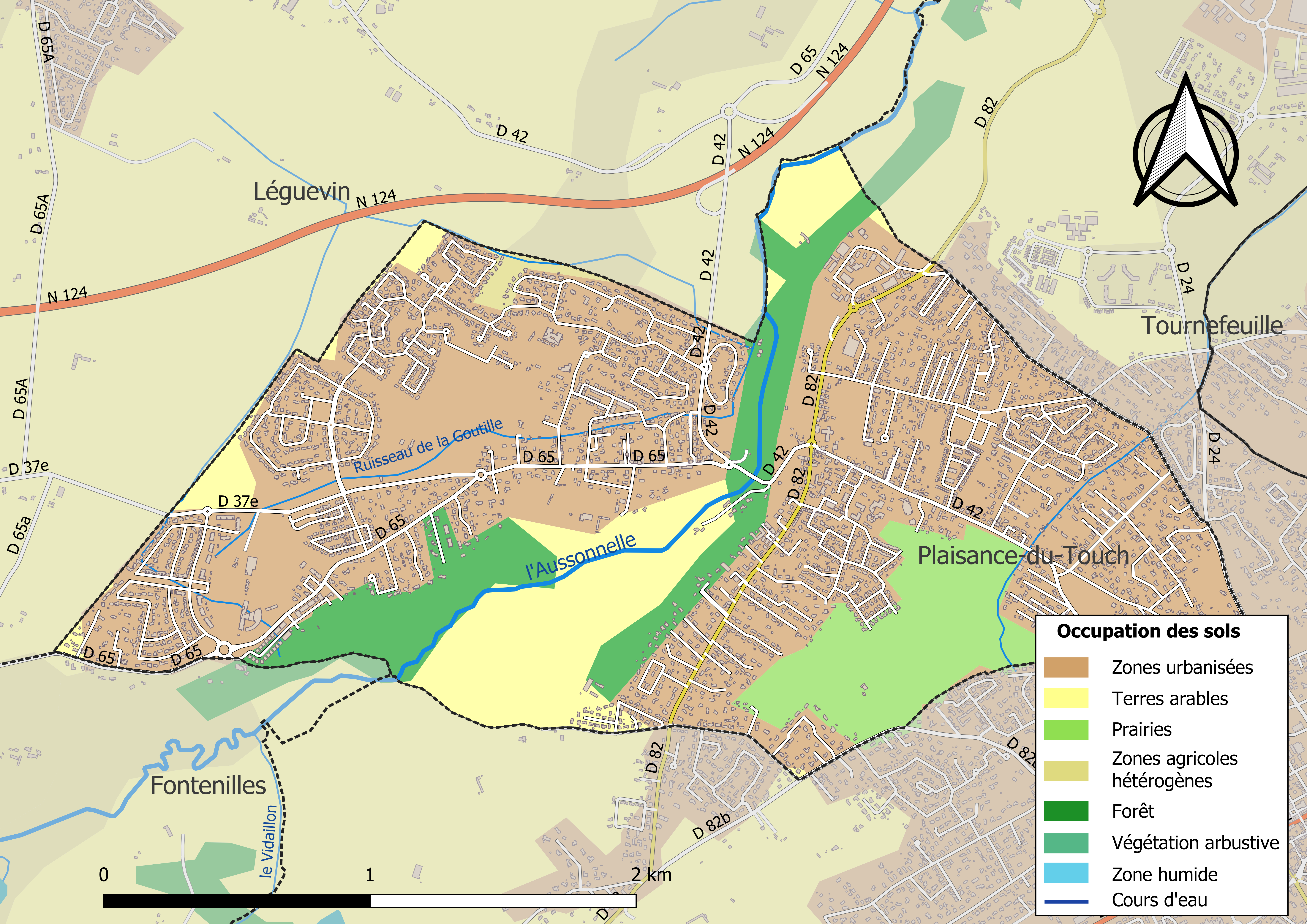
Carte des infrastructures et de l'occupation des sols de la commune en 2018 (CLC).

L'occupation des sols de la commune, telle qu'elle ressort de la base de données européenne d’occupation biophysique des sols Corine Land Cover (CLC), est marquée par l'importance des territoires artificialisés (68,9 % en 2018), en augmentation par rapport à 1990 (50 %). La répartition détaillée en 2018 est la suivante : 
zones urbanisées (68,9 %), terres arables (12 %), forêts (10,2 %), prairies (8,4 %), zones agricoles hétérogènes (0,5 %). L'évolution de l’occupation des sols de la commune et de ses infrastructures peut être observée sur les différentes représentations cartographiques du territoire : la carte de Cassini (XVIIIe siècle), la carte d'état-major (1820-1866) et les cartes ou photos aériennes de l'IGN pour la période actuelle (1950 à aujourd'hui).

### Voies de communication et transports

#### Voies de communication
La commune est accessible par la route nationale 124 ou la route D 82.

#### Transports
La ligne 55 du réseau Tisséo dessert la commune du nord au sud en la reliant à la gare de Colomiers (en correspondance avec la ligne C) et à Plaisance Monestié (en correspondance avec le Linéo L3), et la ligne 343 du réseau Arc-en-Ciel relie la commune à la gare routière de Toulouse depuis Sabonnères.
La gare la plus proche est la gare de Colomiers, desservie par la ligne C des trains urbains de Toulouse et par des TER Occitanie, et l'aéroport le plus proche est l'aéroport de Toulouse-Blagnac.

### Risques majeurs
Le territoire de la commune de La Salvetat-Saint-Gilles est vulnérable à différents aléas naturels : météorologiques (tempête, orage, neige, grand froid, canicule ou sécheresse), inondations et séisme (sismicité très faible). Un site publié par le BRGM permet d'évaluer simplement et rapidement les risques d'un bien localisé soit par son adresse soit par le numéro de sa parcelle.
Certaines parties du territoire communal sont susceptibles d’être affectées par le risque d’inondation par débordement de cours d'eau, notamment l'Aussonnelle. La commune a été reconnue en état de catastrophe naturelle au titre des dommages causés par les inondations et coulées de boue survenues en 1982, 1999, 2008, 2009 et 2014,.

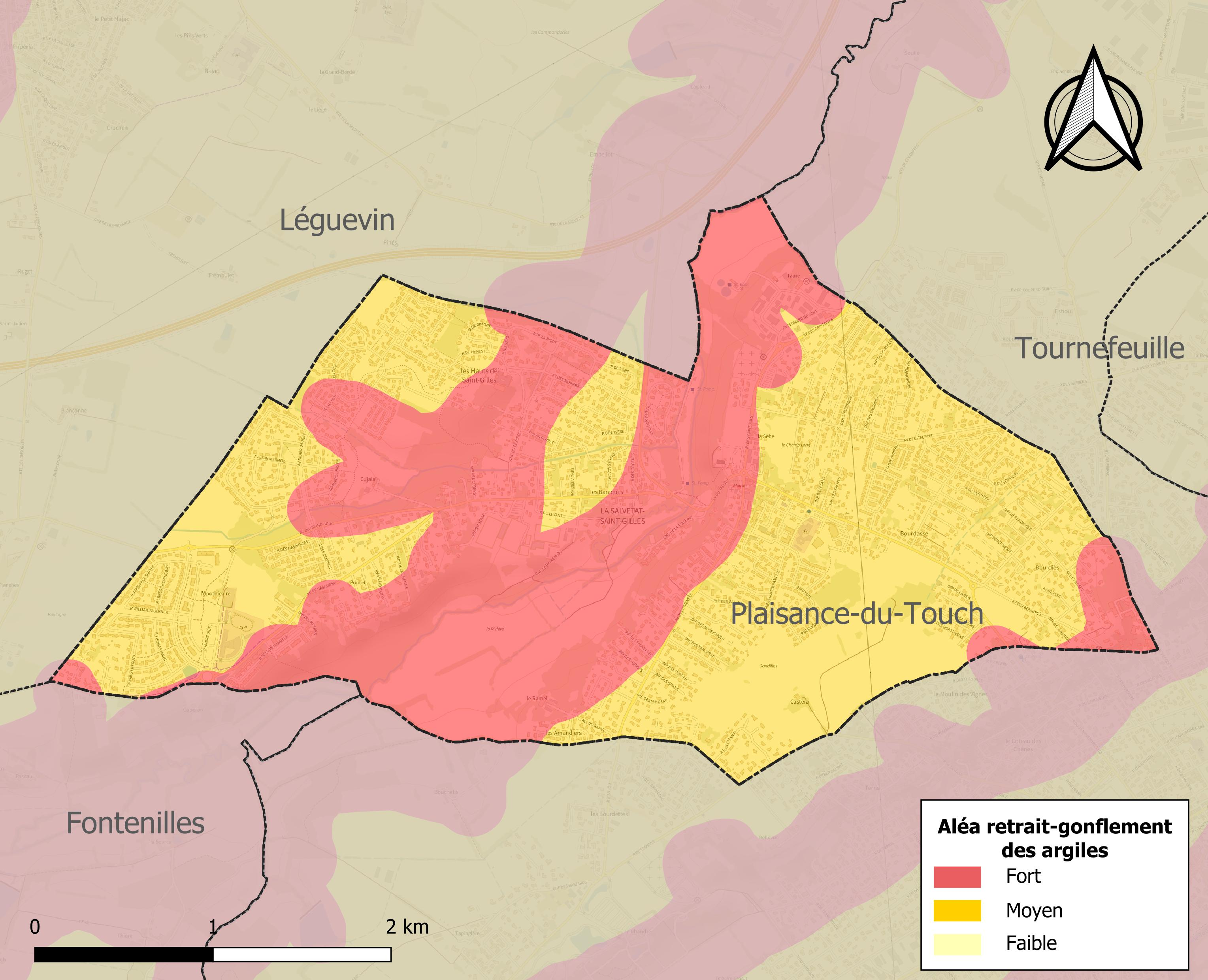
Carte des zones d'aléa retrait-gonflement des sols argileux de La Salvetat-Saint-Gilles.

Le retrait-gonflement des sols argileux est susceptible d'engendrer des dommages importants aux bâtiments en cas d’alternance de périodes de sécheresse et de pluie. La totalité de la commune est en aléa moyen ou fort (88,8 % au niveau départemental et 48,5 % au niveau national). Sur les 2 703 bâtiments dénombrés sur la commune en 2019, 2 703 sont en aléa moyen ou fort, soit 100 %, à comparer aux 98 % au niveau départemental et 54 % au niveau national. Une cartographie de l'exposition du territoire national au retrait gonflement des sols argileux est disponible sur le site du BRGM,.
Par ailleurs, afin de mieux appréhender le risque d’affaissement de terrain, l'inventaire national des cavités souterraines permet de localiser celles situées sur la commune.
Concernant les mouvements de terrains, la commune a été reconnue en état de catastrophe naturelle au titre des dommages causés par la sécheresse en 1989, 1991, 1994, 1998, 2000, 2003, 2011, 2016 et 2020 et par des mouvements de terrain en 1999.

## Toponymie
Le 9 janvier 1965, La Salvetat reprend le nom de La Salvetat-Saint-Gilles.

## Histoire

### Avant la Révolution
Le comte de Rouergue Raymond II et le comte de Toulouse Guillaume III dit Taillefer étaient cousins germains. Ils possédaient par moitié les comtés d’Albi, de Carcassonne, de Nîmes, de Béziers et de Foix. Ils firent leur partage vers l’an 946.
Le comté ou diocèse de Nîmes fut divisé en deux parties : 
- la partie supérieure échut à Raymond II, sous le nom de comté de Nîmes,
- la partie inférieure fut la part de Guillaume III.

Dans cette partie étaient comprises l’abbaye et la ville de Saint-Gilles, situées sur la rive occidentale du Rhône, où depuis le canal de Beaucaire à Aigues-Mortes.
Raymond II Comte de Rouergue entreprit le voyage de Terre sainte vers l’an 1000 ou 1010. Son fils, Hugues lui succéda et prit le titre de comte de Nîmes. Cette branche des comtes de Rouergue s’éteignit en l’année 1066, comme on le verra plus bas.
Pons, fils aîné de Guillaume III dit Taillefer, posséda l’abbaye de Saint-Gilles, soit avant, soit après la mort de son père, décédé en 1038 âgé de 90 ans !
Ce même Pons avait épousé au mois de septembre 1037, Majore, que l’on croit de la maison de Carcassonne ou de Foix. Il laissa en mourant trois fils, Guillaume, Hubert, Raymond et une fille nommé Almodis, qui a épousé Pierre comte de Melgueil, en Septimanie.
Son fils aîné mourut jeune, et Guillaume lui succéda sous le nom de Guillaume IV.
Raymond puîné du même Pons, fut le premier qui se soit qualifié de comte de Saint-Gilles, parce qu’il eut d’abord cette portion du diocèse de Nîmes dans son partage, soit par la dévotion qu’il avait envers ce saint, soit par affection pour son premier patrimoine.
Il ne prit souvent que ce simple titre dans les actes, après même qu’il eût succédé au comte de Toulouse.
Ce qui lui fit donner le titre de Raymond de Saint-Gilles.
Guillaume IV devenu comte en 1060, eut à soutenir plusieurs guerres. Berthe, fille d’Hugues comte de Rouergue épousa Robert II comte d'Auvergne. Elle mourut en 1066 sans enfants et sans avoir fait de testament. Son mari disputa cette succession aux comtes de Toulouse, parents de Berthe au 4e degré, seuls héritiers naturels, par une guerre qui dura jusqu’en 1079. Ces derniers en sortirent triomphants et Raymond de Saint-Gilles devint alors comte de Rouergue.
Vers l’an 1080, Gui-Geffroy dit Guillaume VIII comte de Poitiers de duc d'Aquitaine, fit la guerre à Guillaume IV. Il vint jusqu'à Toulouse à la tête de tous les vassaux, ravagea les environs et pris la ville, qu’il rendit quinze jours après, ayant reçu une forte rançon.
Guillaume IV ayant perdu ses deux fils céda ou vendit à son frère Raymond de Saint-Gilles le comté de Toulouse en l’année 1088.
Raymond de Saint-Gilles, devenu comte de Toulouse sous le nom de Raymond IV, évoqua d’abord les moyens de prévenir les invasions qui pourraient se renouveler.
Dans ce but, il fit construire un château, sous le nom de notable de Saint-Gilles. Véritable poste d’observation et de défense, situé sur une arête presque à pic d’un plateau dominant de 90 mètres d’altitude et longeant la rive orientale du petit cours d’eau appelé l’Aussonnelle, entre Plaisance-du-Touch et Léguevin, à 16 km à l’ouest de Toulouse.
Cette construction eut lieu entre 1088 et 1096, c’est-à-dire depuis l’avènement de Raymond IV jusqu’à son départ pour la Première Croisade.
En l’année 1167, la peste sévit dans le Pays toulousain avec une terrible intensité. Quarante cinq religieux périrent dans l’espace de deux mois au monastère de Grandselve.
Toulouse paya un rude tribut à l’épidémie, au point que les capitouls, effrayés quittèrent Toulouse, pour établir le siège de leurs délibérations à Bourg-Saint-Bernard, mais l’épidémie gagnant dans cette direction, ils transportèrent leur siège au château de La Salvetat Saint-Gilles. La localité sur laquelle est bâti ce château fut préservée et elle porta par la suite le nom de La Salvetat-Saint-Gilles.
De nos jours, le château de La Salvetat est une austère et farouche demeure qui en dépit d’élégantes adjonctions de la Renaissance se ressent toujours du rôle de forteresse pour lequel elle a été créée.
Les salvetats ou sauvetés sont plus anciennes que les bastides, elles étaient des lieux de liberté et de franchises.
Les Tournier ou Tourneurs, seigneurs de Lauraguet en sont les plus anciens seigneurs connus. Bertrand Tournier, vers 1400 avait deux fils : Gaillard Tournier, puissant seigneur qui a donné son nom à un quartier de Grépiac et Philippe Tournier. Son petit-fils Antoine pressé par le Sénéchal de Toulouse, Galaubiac de Panassac à qui il devait une somme d’argent, fut obligé de vendre La Salvetat-Saint-Gilles à un marchand de Toulouse, Nicolas Fresquet, vers 1483.
Le greffier parlementaire des Lombrail s’y installa au XVIIe siècle et Joseph Gabriel de Lombrail la vendit le 10 juin 1729 à Nicolas de Reversat de Célès pour le prix de 65 000 livres. Les droits seigneuriaux seuls rapportaient 109 setiers de blé, 18 setiers d’avoine, 200 têtes de volailles et 8 livres d’argent.
Les Reversat de Célès de Marsac la gardèrent jusqu’à la Révolution où Pierre Emmanuel Marie de Reversat de Célès de Marsac, conseiller au Parlement, marié avec Marie Gabrielle "Françoise" de Vignes de Puylaroque, fut guillotiné à Paris le 24 prairial de l’an II.
La Salvetat-Saint-Gilles fut alors vendue comme bien national appartenant à un condamné.
Restaurée avec prudence car il est dans un état de délabrement avancé, cette demeure pourrait devenir un des châteaux les plus évocateurs du Pays toulousain.
Il a été acquis par la Mairie en décembre 2016 et un projet de consolidation de la structure est actuellement en cours pour sauvegarder l’édifice. Les fonds collectés viendront en complément du financement des travaux, principalement supporté par l’État, la région Occitanie, le département de la Haute-Garonne et la commune de La Salvetat-Saint-Gilles.Dès la fin de ces travaux, l’aménagement en parc des terrains entourant le château sera ouvert au public.

## Politique et administration

### Administration municipale
Le nombre d'habitants au recensement de 2017 étant compris entre 5 000 habitants et 9 999 habitants, le nombre de membres du conseil municipal pour l'élection de 2020 est de vingt-neuf,.

### Rattachements administratifs et électoraux
Commune faisant partie de la sixième circonscription de la Haute-Garonne, du Grand Ouest Toulousain Agglomération et du canton de Léguevin.
Pour l’élection des députés, la commune fait partie de la sixième circonscription de la Haute-Garonne, représentée depuis 2007 par Monique Iborra (LREM, ex-PS).

### Liste des maires
| Période                                  | Période      | Identité             | Étiquette | Qualité                                                                    |
| ---------------------------------------- | ------------ | -------------------- | --------- | -------------------------------------------------------------------------- |
| 1900                                     | 1908 (décès) | François Cazampourre |           |                                                                            |
| 1908                                     | 1909         | Pierre Soues         |           | Adjoint au maire                                                           |
| 1909                                     | 1912 (décès) | Pierre Pourquié      |           |                                                                            |
| 1912                                     | 1914         | Pierre Soues         |           | Adjoint au maire                                                           |
| 1914                                     | 1916         | Joseph Pitorre       |           |                                                                            |
| 1916                                     | 1924         | Hippolyte Privat     |           |                                                                            |
| 1924                                     | 1940         | Antonin Angrémy      |           |                                                                            |
| 1941                                     | 1944         | François Douat       |           | Président de la délégation spéciale                                        |
| 1945                                     | 1958         | Pierre Laigneau      |           |                                                                            |
| 1959                                     | 1975         | Marius Franc         |           |                                                                            |
| 1975                                     | 1980         | Jean Gayraud         |           |                                                                            |
| 1980                                     | 1989         | Francis Patient      |           |                                                                            |
| mars 1989                                | 2001         | François Garel       | PS        | Réélu en 1995 et 1998                                                      |
| mars 2001                                | 2014         | Philippe Dauvel      | PS        | Employé Réélu en 2008                                                      |
| mars 2014                                | En cours     | François Arderiu     | DVG       | Ingénieur Vice-président du Grand Ouest Toulousain Agglomération (2014 → ) |
| Les données manquantes sont à compléter. |              |                      |           |                                                                            |

## Démographie
| 1793 | 1800 | 1806 | 1821 | 1831 | 1836 | 1841 | 1846 | 1851 |
| ---- | ---- | ---- | ---- | ---- | ---- | ---- | ---- | ---- |
| 197  | 230  | 229  | 221  | 253  | 242  | 247  | 248  | 248  |

| 1856 | 1861 | 1866 | 1872 | 1876 | 1881 | 1886 | 1891 | 1896 |
| ---- | ---- | ---- | ---- | ---- | ---- | ---- | ---- | ---- |
| 248  | 261  | 265  | 267  | 270  | 292  | 324  | 313  | 301  |

| 1901 | 1906 | 1911 | 1921 | 1926 | 1931 | 1936 | 1946 | 1954 |
| ---- | ---- | ---- | ---- | ---- | ---- | ---- | ---- | ---- |
| 285  | 268  | 263  | 184  | 216  | 190  | 220  | 206  | 250  |

| 1962 | 1968 | 1975  | 1982  | 1990  | 1999  | 2004  | 2006  | 2009  |
| ---- | ---- | ----- | ----- | ----- | ----- | ----- | ----- | ----- |
| 278  | 575  | 1 615 | 2 368 | 4 282 | 5 779 | 6 194 | 6 311 | 6 820 |

| 2014  | 2019  | 2022  | - | - | - | - | - | - |
| ----- | ----- | ----- | - | - | - | - | - | - |
| 7 512 | 8 474 | 8 477 | - | - | - | - | - | - |

| selon la population municipale des années : | 1968 | 1975 | 1982 | 1990 | 1999 | 2006 | 2009 | 2013 |
| Rang de la commune dans le département      | 122  | 59   | 46   | 28   | 25   | 29   | 29   | 29   |
| Nombre de communes du département           | 592  | 582  | 586  | 588  | 588  | 588  | 589  | 589  |

### Enseignement
La Salvetat-Saint-Gilles fait partie de l'académie de Toulouse.
La Salvetat-Saint-Gilles possède deux groupes scolaires école primaire (le "Condorcet" et les "Trois Chênes") école maternelle (les Petits Lutins et Marie Curie), et un collège "Galilée" pour l'enseignement secondaire.

### Activités culturelles
- Le Centre d'Animation Jeunesse (CAJ), dépendant de LEC (Loisirs, Education et Citoyenneté Grand Sud) est le service public à vocations culturelles et éducatives de la jeunesse de la commune de La Salvetat Saint-Gilles, y compris des jeunes adultes. Sa vocation est de permettre à tous d'accéder aux loisirs, à l'éducation et a la culture. Le CAJ a pour ambition de favoriser l'autonomie et l'épanouissement des personnes.De 7 à 77 ans ! Au sein du CAJ se trouve dorénavant l'École de musique.
- Théâtre pour adultes et enfants, représentations théâtrales, festivals de théâtre adultes et enfants (mai)
- Bibliothèque  Lecture pour tous
- arts graphiques et de nombreuses autres associations[43].
- Espace Boris Vian.

### Activités sportives
Handball, rugby à XV, pétanque, tennis, squash, roller, judo, viet vo dao, cyclotourisme, Aïkido, etc.

## Économie

### Revenus
En 2018  (données Insee publiées en septembre 2021), la commune compte 3 415 ménages fiscaux, regroupant 8 770 personnes. La médiane du revenu disponible par unité de consommation est de 25 560 € (23 140 € dans le département). 65 % des ménages fiscaux sont imposés (55,3 % dans le département).

### Emploi
|                | 2008  | 2013  | 2018  |
| -------------- | ----- | ----- | ----- |
| Commune        | 5,1 % | 6,3 % | 7,3 % |
| Département    | 7,7 % | 9,6 % | 9,3 % |
| France entière | 8,3 % | 10 %  | 10 %  |

En 2018, la population âgée de 15 à 64 ans s'élève à 5 488 personnes, parmi lesquelles on compte 80,9 % d'actifs (73,6 % ayant un emploi et 7,3 % de chômeurs) et 19,1 % d'inactifs,. Depuis 2008, le taux de chômage communal (au sens du recensement) des 15-64 ans est inférieur à celui de la France et du département.
La commune fait partie de la couronne de l'aire d'attraction de Toulouse, du fait qu'au moins 15 % des actifs travaillent dans le pôle,. Elle compte 1 026 emplois en 2018, contre 1 006 en 2013 et 861 en 2008. Le nombre d'actifs ayant un emploi résidant dans la commune est de 4 066, soit un indicateur de concentration d'emploi de 25,2 % et un taux d'activité parmi les 15 ans ou plus de 67,9 %.
Sur ces 4 066 actifs de 15 ans ou plus ayant un emploi, 417 travaillent dans la commune, soit 10 % des habitants. Pour se rendre au travail, 90 % des habitants utilisent un véhicule personnel ou de fonction à quatre roues, 2,4 % les transports en commun, 5,3 % s'y rendent en deux-roues, à vélo ou à pied et 2,3 % n'ont pas besoin de transport (travail au domicile).

### Activités

#### Secteurs d'activités
484 établissements sont implantés  à la Salvetat-Saint-Gilles au 31 décembre 2019. Le tableau ci-dessous en détaille le nombre par secteur d'activité et compare les ratios avec ceux du département,.
| Secteur d'activité                                                                                        | Commune | Commune | Département |
| Secteur d'activité                                                                                        | Nombre  | %       | %           |
| --- | ------- | ------- | ----------- |
| Ensemble                                                                                                  | 484     | 100 %   | (100 %)     |
| Industrie manufacturière, industries extractives et autres                                                | 16      | 3,3 %   | (5,7 %)     |
| Construction                                                                                              | 87      | 18 %    | (12 %)      |
| Commerce de gros et de détail, transports, hébergement et restauration                                    | 104     | 21,5 %  | (25,9 %)    |
| Information et communication                                                                              | 12      | 2,5 %   | (4,1 %)     |
| Activités financières et d'assurance                                                                      | 12      | 2,5 %   | (3,8 %)     |
| Activités immobilières                                                                                    | 23      | 4,8 %   | (4,2 %)     |
| Activités spécialisées, scientifiques et techniques et activités de services administratifs et de soutien | 87      | 18 %    | (19,8 %)    |
| Administration publique, enseignement, santé humaine et action sociale                                    | 87      | 18 %    | (16,6 %)    |
| Autres activités de services                                                                              | 56      | 11,6 %  | (7,9 %)     |

Le secteur du commerce de gros et de détail, des transports, de l'hébergement et de la restauration est prépondérant sur la commune puisqu'il représente 21,5 % du nombre total d'établissements de la commune (104 sur les 484 entreprises implantées à La Salvetat-Saint-Gilles), contre 25,9 % au niveau départemental.

#### Entreprises et commerces
Les cinq entreprises ayant leur siège social sur le territoire communal qui génèrent le plus de chiffre d'affaires en 2020 sont : 
- Lumiere, supermarchés (17 966 k€)
- Abiocom, commerce de gros (commerce interentreprises) alimentaire spécialisé divers (7 277 k€)
- Les Vergers De Corbarieu, promotion immobilière d'autres bâtiments (3 920 k€)
- Jolly Cycles, commerce de détail d'articles de sport en magasin spécialisé (912 k€)
- Groupe Morvan, ambulances (618 k€)

Aucune exploitation agricole ayant son siège dans la commune n'est recensée lors du recensement agricole de 2020 (sept en 1988),.

## Culture locale et patrimoine

### Lieux et monuments
- Le château de La Salvetat, classé au titre des monuments historiques[49] par arrêté du 6 août 2007, notamment en raison de décors au pochoir du XVIIe siècle. Une première bâtisse a été construite entre 1088 et 1096 par Raymond IV. Le bâtiment actuel résulte d'une construction des XIIIe, XIVe, XVIIe et XVIIIe siècles. Propriété de la Ville en cours de restauration, il ne se visite pas, sauf à l'occasion des Journées du Patrimoine. Il a été racheté par la municipalité en décembre 2016. L'aile ouest a été réparée de 2019 à 2022. D'autres travaux sont prévus pour la décennie qui suit.
- L'église Saint-Gilles. Ses origines remonte à la construction du château par Raymond IV, son clocher actuel date du XVIIe siècle.
- Château d'eau : La Salvetat est une marque d'eau minérale, mais elle n'est pas fabriquée dans cette commune. Néanmoins, le château d'eau présente une particularité : il est orné d'une fresque représentant Roméo et Juliette donnant à l'ensemble un caractère insolite. Cette fresque possède elle-même une particularité amusante à découvrir sur l'ombre de l'échelle sur laquelle grimpe Roméo !

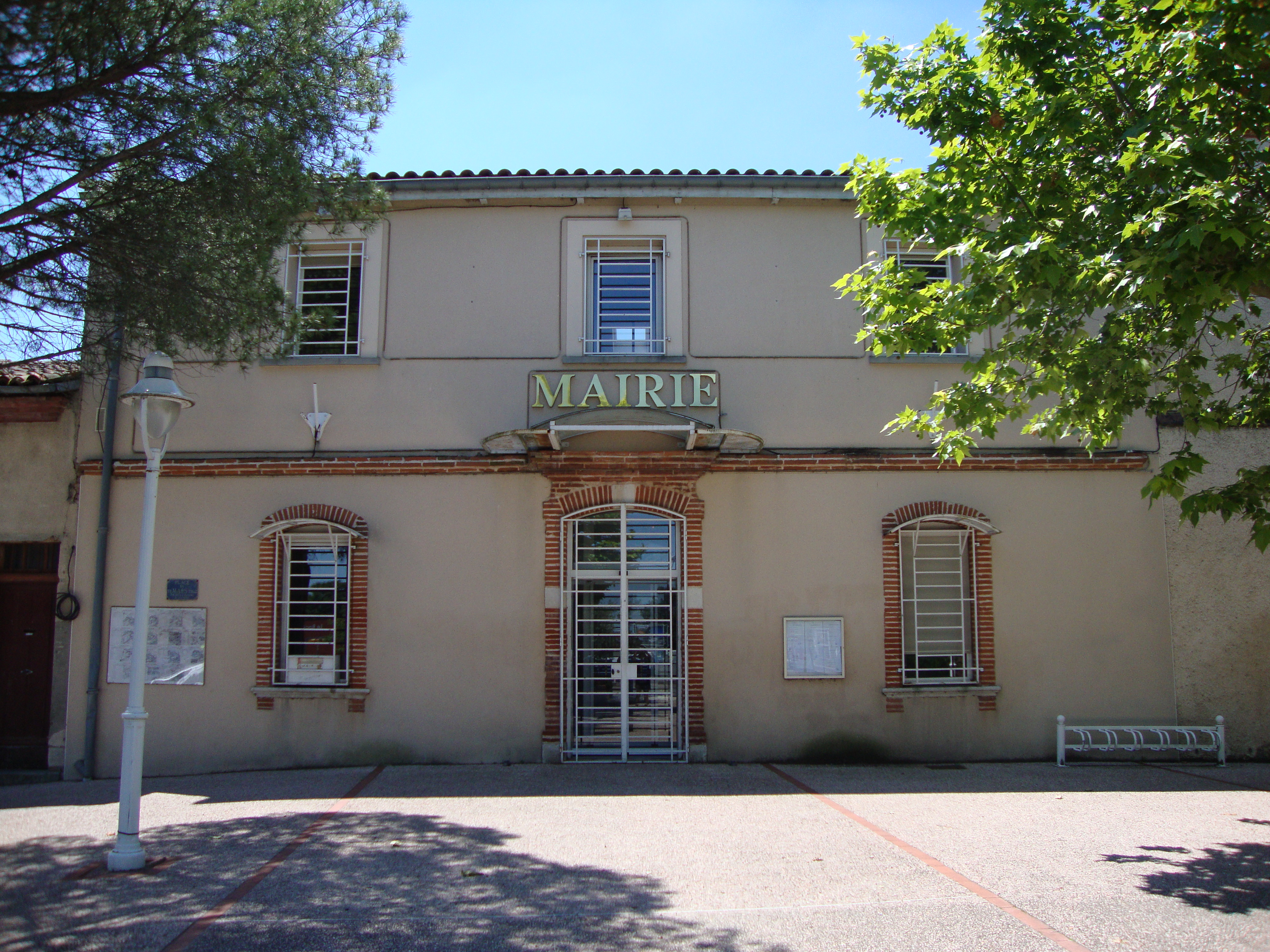
La mairie.
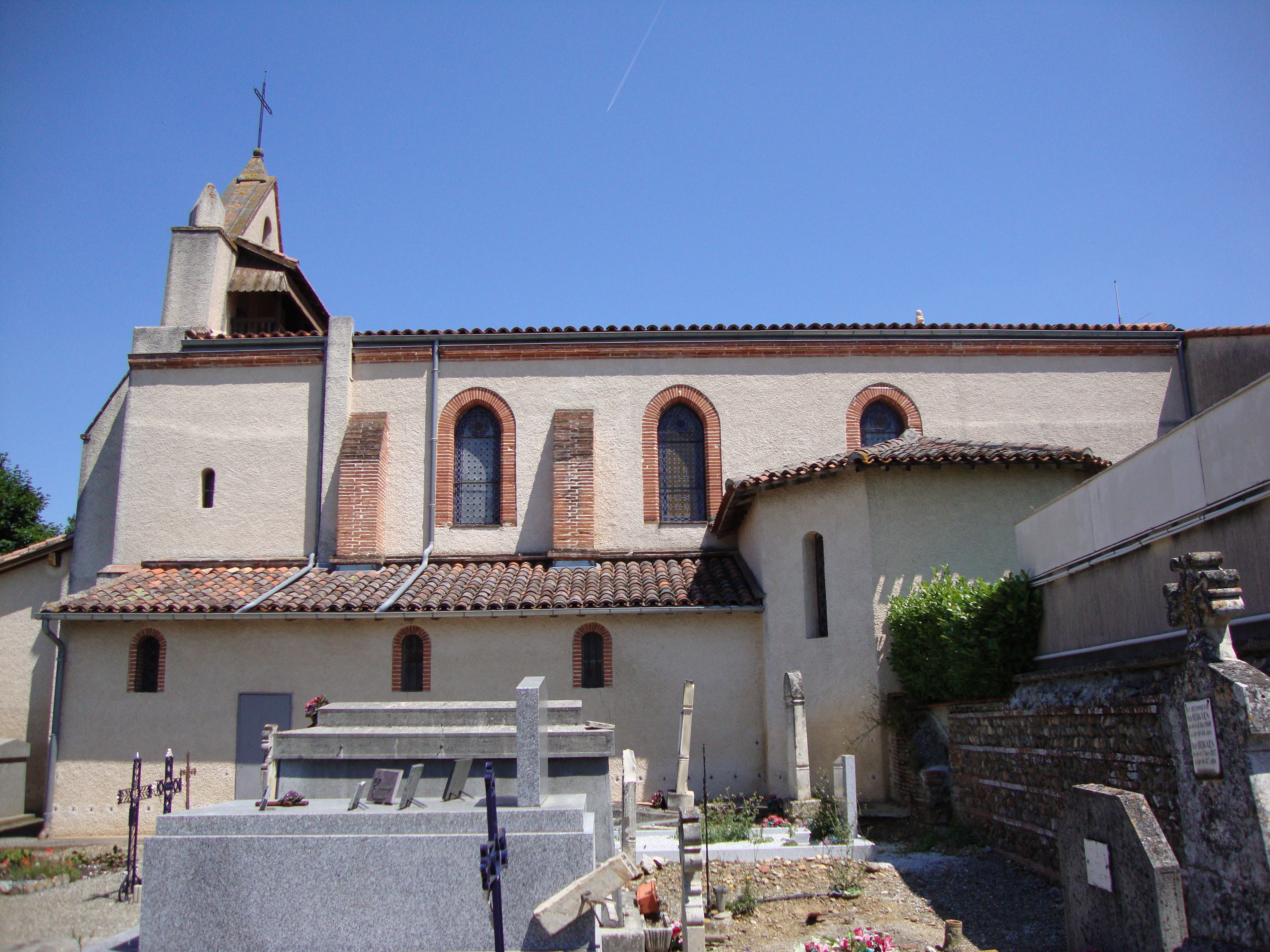
L'église Saint-Gilles.
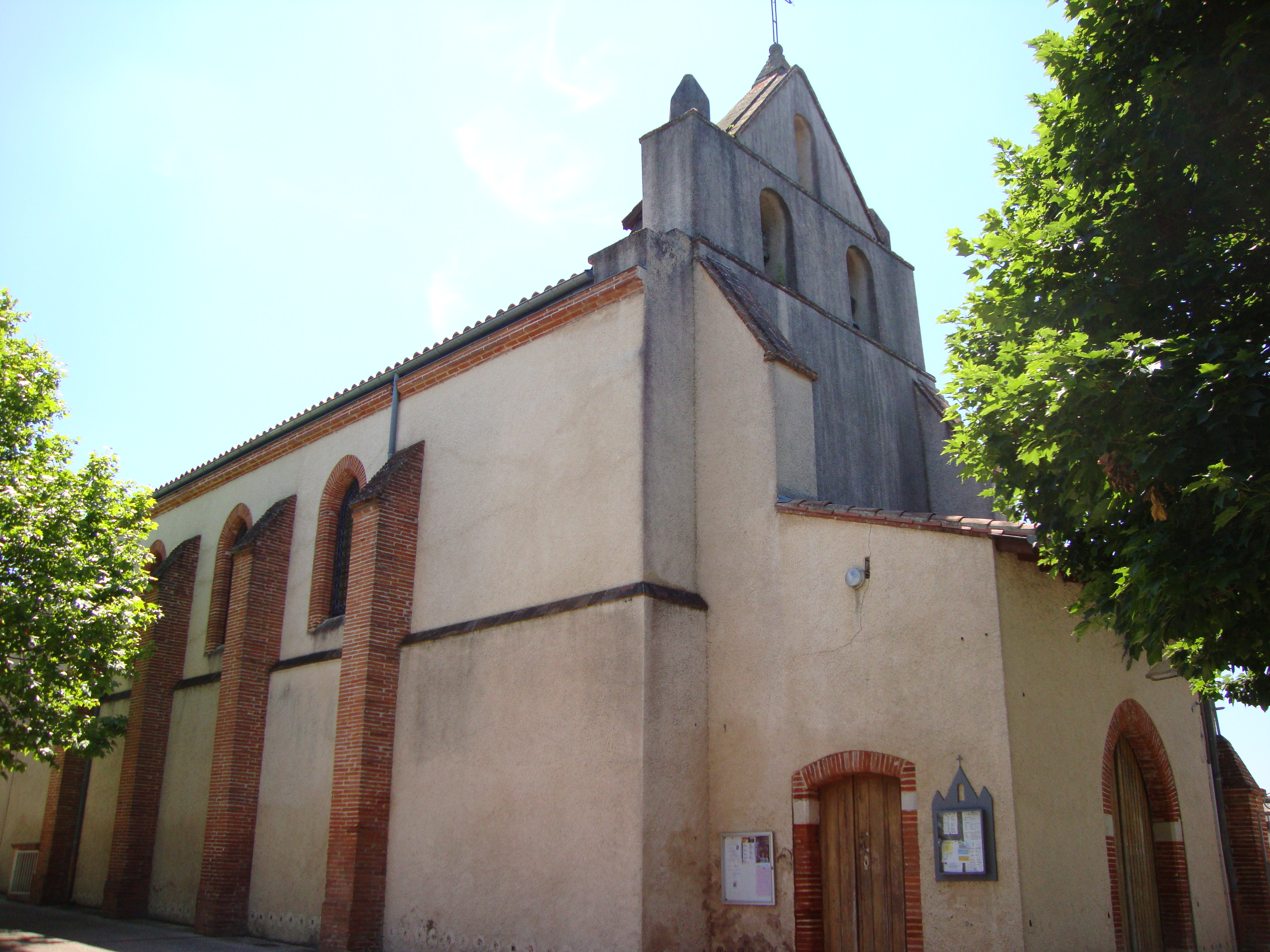
L'église Saint-Gilles.
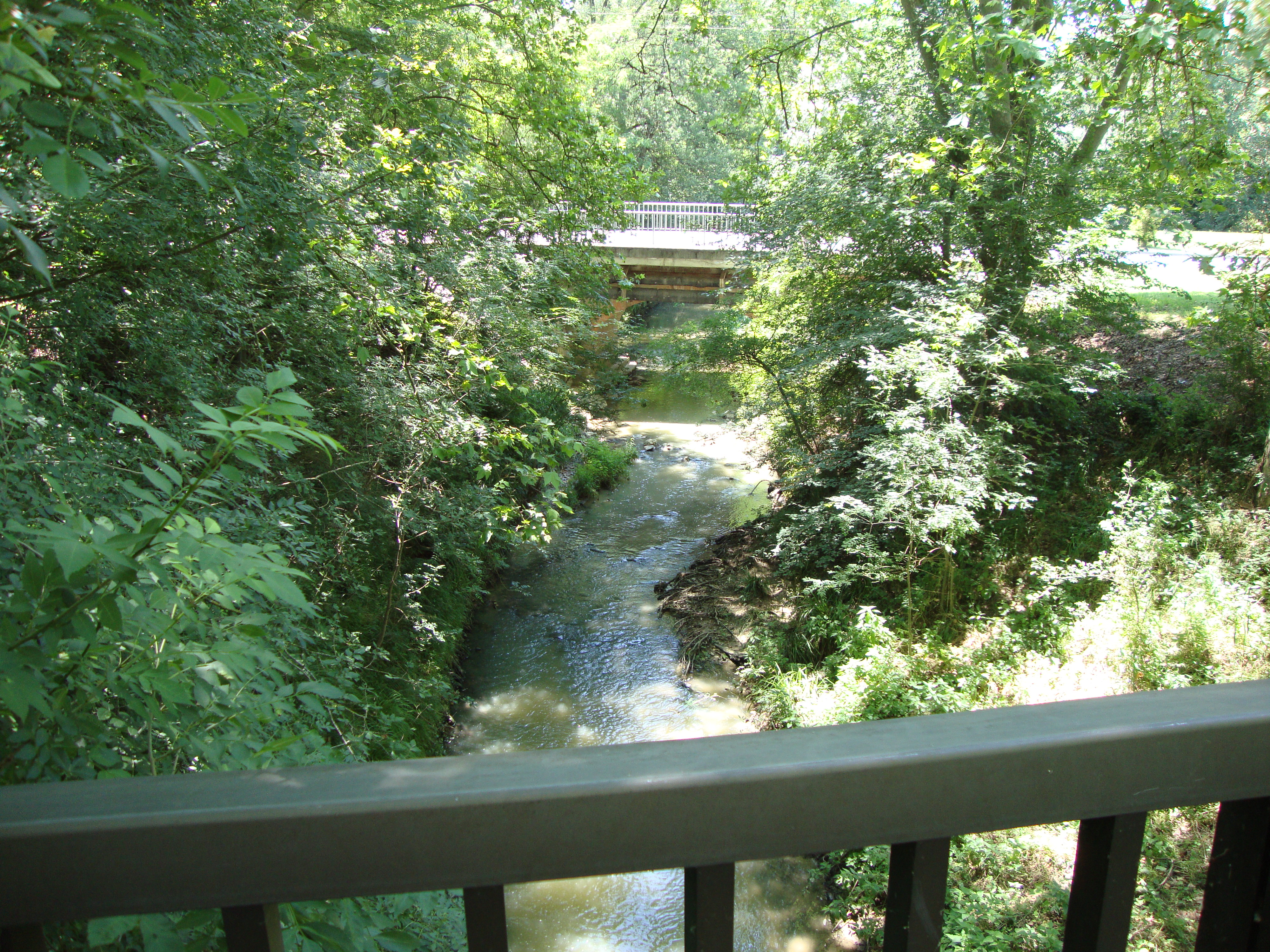
L'Aussonnelle.
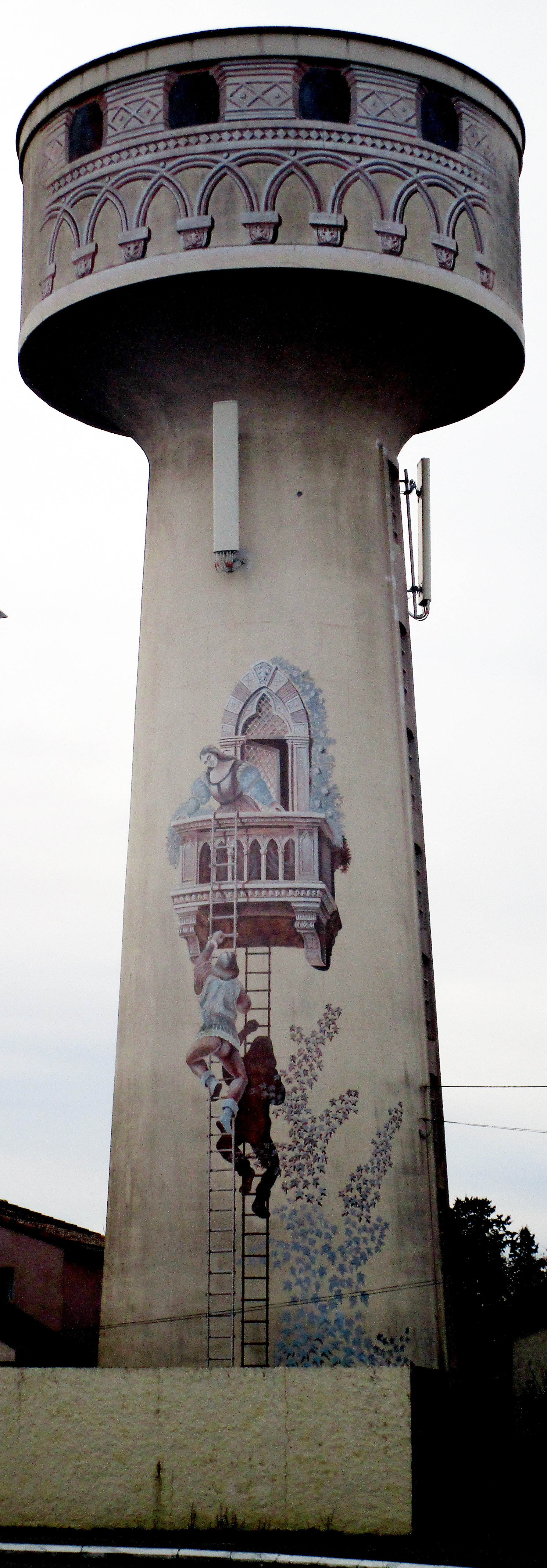
Le château d'eau.

### Personnalités liées à la commune
- Bernard De Giusti joueur de rugby à XV.
- Pierre-Marie Emmanuel de Reversat de Célès de Marsac (1743-1794), seigneur de La Salvetat-Saint-Gilles et de Marsac (Famille de Reversat de Célès de Marsac).

### Héraldique
| La Salvetat-Saint-Gilles | Son blasonnement est : De sinople à l'arbre d'or, au chef cousu d'azur chargé de trois étoiles d'or. |